# ベン・ケニー
ベン・ケニー（Benjamin Lee Kenney Sr.　ベンジャミン・リー・ケニー・シニア、1977年3月12日 - ）は、アメリカ合衆国のミュージシャンである。ロックバンドインキュバスのベーシストである。

## 略歴
2003年、インキュバスに参加する前に、ザ・ルーツの元メンバーでギターを弾いていた。
1994年、ジミー・ミュラーとサム・ホフマンとともにニュージャージーのレーシングカーというバンドを結成。
2004年12月1日、ソロアーティストとしてアルバム『26』を発売。ケニーはギター、ベース、ドラムを演奏しながら、ソロ作品のすべてのパートを歌ったり、書き込んだりしている。彼のソロ活動をツアーサポートメンバーはベースとボーカルにはアシュリーメンデル、ドラムにはセコウルンバを伴って、彼はギターと歌を披露する。
2022年、脳腫瘍の摘出手術を受けた。また2023年1月、病気療養中のため、ベーシストのタル・ウィルケンフェルドがケニーの代役でインキュバスに参加。
2023年4月、病気療養中のケニーの代役でタル・ウィルケンフェルドに続いてベーシストのニコル・ロウ（Nicole Row）が一時的に参加。

## ディスコグラフィー

### アルバム
- 『26』(2004年12月1日)
- 『Maduro』(2006年3月1日)
- 『Distance and Comfort』(2008年1月15日)
- 『Burn The Tapes』(2010年10月1日)
- 『Leave On Your Makeup』（2013年9月）
- 『Must Be Nice』(2019年)